# Lyla
Pour les articles homonymes, voir Lyla (homonymie).
Singles de Oasis
Songbird
(2003) The Importance of Being Idle
(2005)
Pistes de Don't Believe the Truth
Mucky Fingers Love Like a Bomb
Lyla est le premier single du sixième album studio du groupe de rock anglais Oasis Don't Believe the Truth, sorti en mai 2005. La chanson a été écrite et composée par le guitariste du groupe, Noel Gallagher, et est chantée par son frère, Liam Gallagher.

## Composition
Noel a dit que la chanson existait lors de la période du précédent album, Heathen Chemistry, sous le nom de Sing. Il a également déclaré que le titre final de la chanson aurait dû être Smiler, mais l'a changé car le guitariste du groupe Gem Archer avait déjà écrite une chanson sous ce nom avec son ancien groupe, Heavy Stereo.
Lyla est devenu le septième numéro un du groupe au Royaume-Uni où il a atteint la première place dès la première semaine de sa sortie. La chanson a également atteint la 19e position aux États-Unis. Elle est la première chanson de Oasis apparaissant sur  les charts de single américaines depuis 2000, lorsque Go Let It Out s'était placé à la 14e position.
Toutefois, les critiques ont remarqué que Lyla n'était peut-être simplement qu'un mélange d'influences d'autres groupes. Ainsi, on a relevé des similitudes frappantes entre la chanson et Confrontation Camp du groupe The Soundtrack of Our Lives et dans une moindre mesure de Street Fighting Man des Rolling Stones.
Noel a plaisanté sur le fait que "Lyla" serait la petite sœur de "Sally", mentionnée dans la célèbre chanson du groupe Don't Look Back in Anger.
Noel a également dit que Lyla n'est "même pas le cinquième meilleur titre de l'album". La chanson existait en tant que démo depuis le début des sessions d'enregistrement pour l'album, mais Noel ne l'a rajoutée qu'à la dernière minute, l'estimant sans grand avenir. Toutefois, Noel a admis que la chanson, au vu des charts et de la popularité de celle-ci en live, lui plaisait bien.

## Utilisation de la chanson
La chanson est passée dans la célèbre émission Top of the Pops sur la chaîne anglaise BBC en 2005. Lyla a d'ailleurs été reprise par le groupe de rock américain Foo Fighters lors d'une prestation aux BBC Studios.
La chanson est présente sur le best-of de Oasis, Stop the Clocks.
Lyla a été utilisée pour le jeu vidéo FIFA 2006 comme bande originale du jeu.
"Je n'avais jamais réalisé combien elle était bonne jusqu'à ce que nous l'ayons jouée en direct, et que dans tous les concerts à travers le monde, les gens partent en banane pour cette chanson." - Noel Gallagher
Ainsi, la chanson s'est trouvée sur les set-lists des tours de Don't Believe the Truth et de Dig Out Your Soul.

## Liste des titres
- Single format CD

1. Lyla (Noel Gallagher) - 5:12
2. Eyeball Tickler (Gem Archer) - 2:47
3. Won't Let You Down (Liam Gallagher) - 2:48

- Format Vinyle 7"

1. Lyla (Noel Gallagher) - 5:12
2. Eyeball Tickler (Gem Archer) - 2:47

- Format DVD

1. Lyla (Noel Gallagher) - 5:12
2. Lyla (Démo) (Noel Gallagher) - 5:28
3. Lyla (Vidéo) (Noel Gallagher) - 4:15
4. Can You See It Now? (Documentaire) - 9:22

Le DVD contient aussi un morceau caché sur le nouveau batteur de l'époque Zak Starkey. La vidéo dure 1 min 16 et est accessible en survolant le mot Crédits dans le menu principal, puis en appuyant sur droite jusqu'à ce que vous voyez le nom Zak apparaître. Puis appuyez sur Play pour voir la vidéo.

## Charts
| Pays        | Chart                    | Plus Haute Position |
| ----------- | ------------------------ | ------------------- |
| Royaume-Uni | UK Singles Chart         | 1e                  |
| Italie      | FIMI Singles Chart       | 2e                  |
| Espagne     | Promusicae Singles Chart | 3e                  |
| Canada      | Canadian Hot 100         | 4e                  |
| Irlande     | Irish Singles Chart      | 5e                  |
| Norvège     | Norsktoppen Pop/Rock     | 10e                 |
| Suède       | Hitlistan Singles Chart  | 18e                 |
| Australie   | ARIA Charts              | 23e                 |
| Suisse      | Swisscharts Singles      | 26e                 |
| Pays-Bas    | Dutch Top 40             | 52e                 |
| France      | Top 50 Singles           | 81e                 |
| États-Unis  | Billboard Hot 100        | 108e                |